# نانتو (تایوان)
نانتو (به لاتین: Nantou City) یک شهر در تایوان است که در شهرستان نانتو واقع شده‌است.

## خصوصیات
نانتو ۷۱٫۲۰۶۳ کیلومترمربع مساحت و ۱۰۲٬۳۱۴ نفر جمعیت دارد.

## نگارخانه

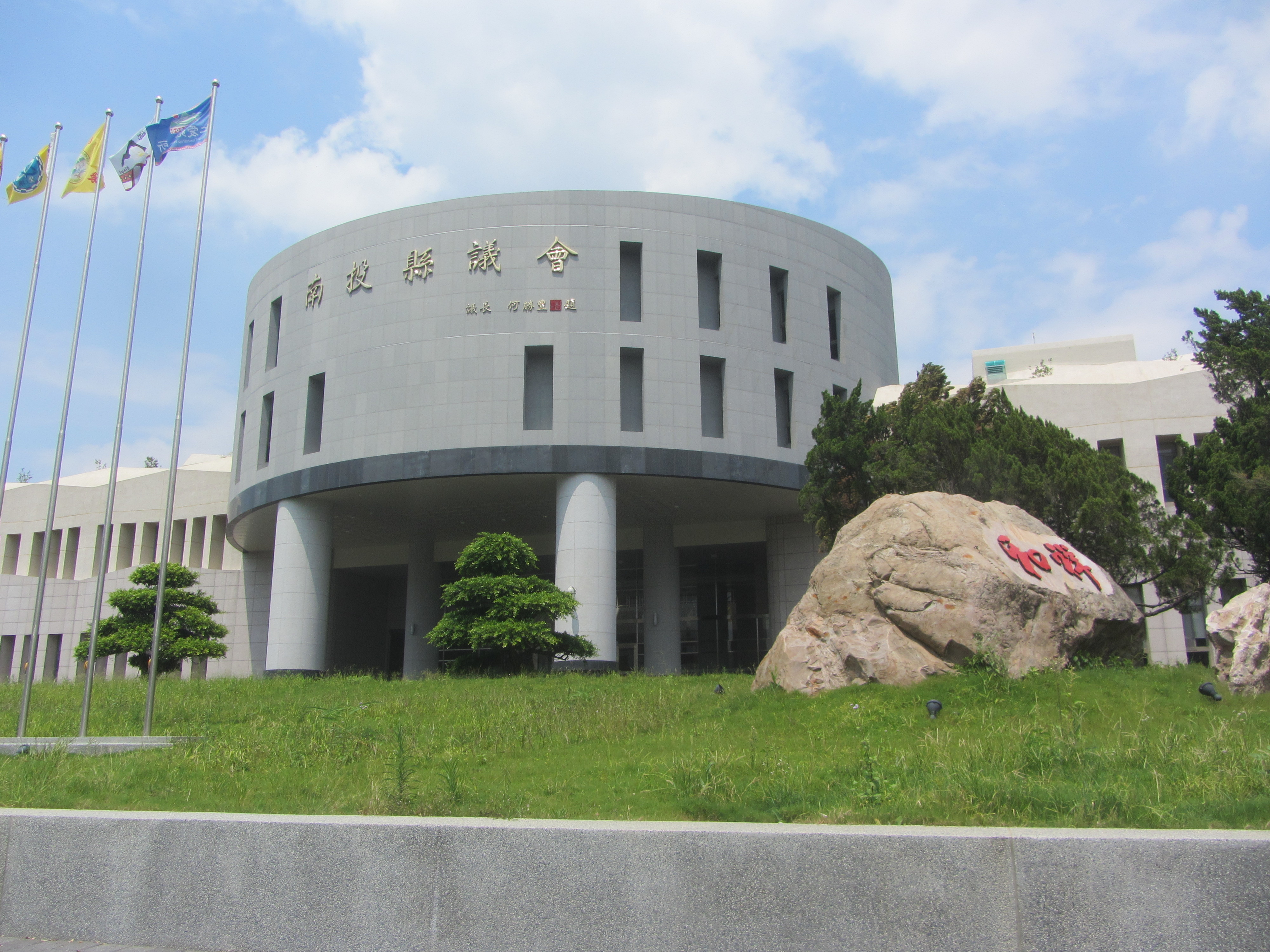
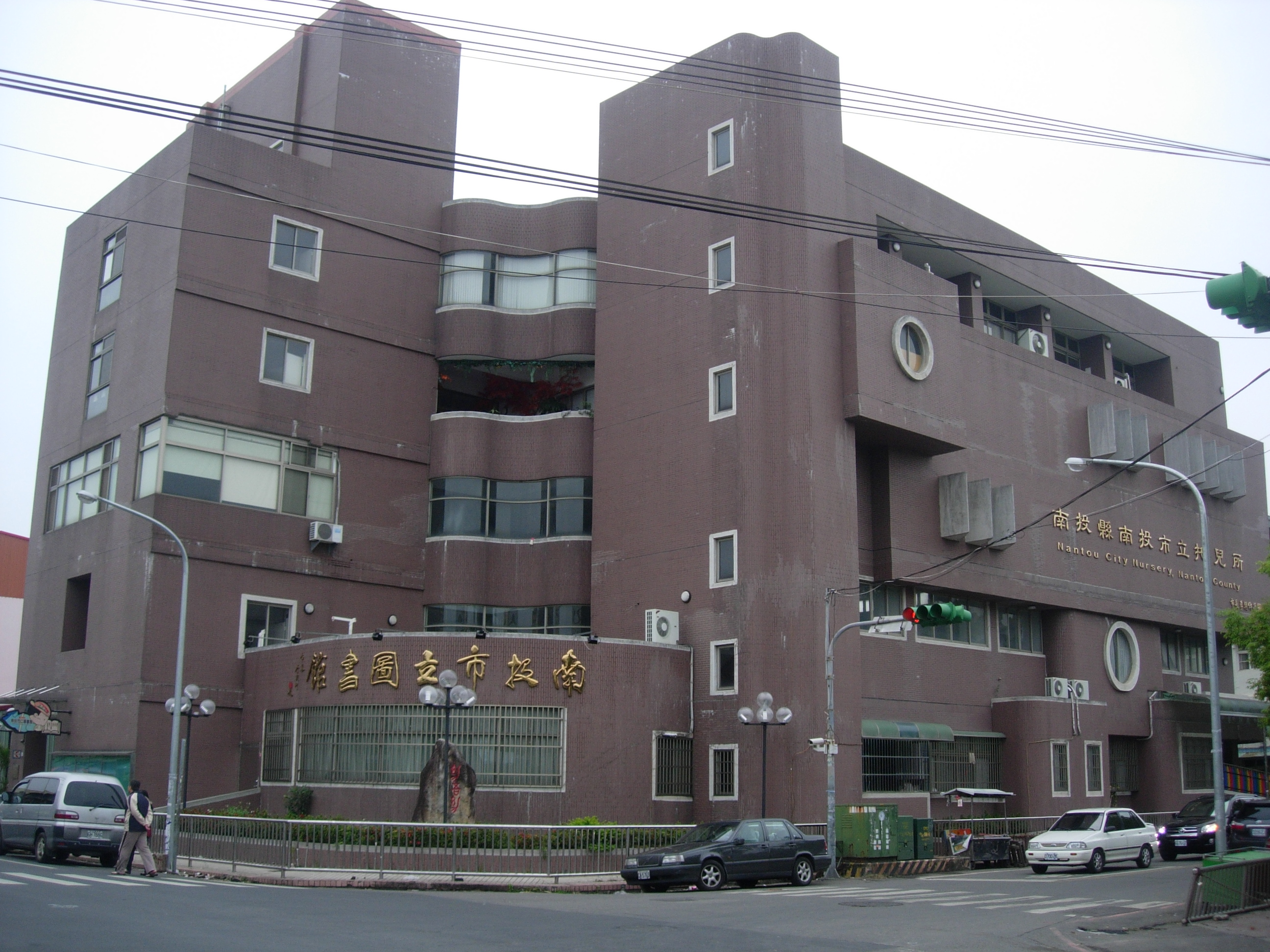